# Quan menys t'ho esperes
Quan menys t'ho esperes (original: Something's Gotta Give) és una pel·lícula estatunidenca dirigida per Nancy Meyers, estrenada el 2003 i doblada i subtitulada al català.

## Argument
Harry Sanborn (Jack Nicholson) sembla molt més jove per ser un incorregible faldiller. Durant un cap de setmana romàntic a la vora del mar amb el seu nou amor, Marin, sent de sobte un dolor al pit. Ara bé, són a la molt bonica casa de la mare de Marin: és així com es trobarà a mercè de la mestressa de casa, Erica Barry (Diane Keaton), una novaiorquesa divorciada, autora d'obres teatrals d'èxit. Misteriosa a cor què vols cor què desitges, la «vella» dona produeix nous atacs de cor a Harry... romàntics aquesta vegada! Però com a seductor inveterat, dubta, i el seu metge (Keanu Reeves), posant tot el seu encant i els seus trenta anys, intenta conquistar Erica. Per primera vegada a la seva vida, Harry ja no domina el curs de la seva existència...

## Repartiment
- Jack Nicholson: Harry Sanborn
- Diane Keaton: Erica Jane Barry
- Keanu Reeves: Dr. Julian Mercer
- Frances McDormand: Zoe Barry
- Amanda Peet: Marin
- Paul Michael Glaser: Dave
- Rachel Ticotin: Dr. Martinez
- Jon Favreau: Leo

## Premis i nominacions

### Premis
- 2004. Globus d'Or a la millor actriu musical o còmica per Diane Keaton

### Nominacions
- 2004. Oscar a la millor actriu per Diane Keaton
- 2004. Globus d'Or al millor actor musical o còmic per Jack Nicholson